# Skryte
Skryte (dodatkowa nazwa w j. kaszub. Skrëté) – część wsi Wojsk w Polsce, położona w województwie pomorskim, w powiecie bytowskim, w gminie Lipnica, na Równinie Charzykowskiej, w regionie Kaszub zwanym Gochami].
W latach 1975–1998 Skryte administracyjnie należała do województwa słupskiego.